# إدوارد سياغا
إدوارد سياغا (28 مايو 1930 - 28 مايو 2019) كان سياسيًا جامايكيًا ومنتجًا للتسجيلات. وكان خامس رئيس وزراء لجامايكا، من عام 1980 إلى عام 1989، وزعيم حزب العمال الجامايكي من عام 1974 إلى عام 2005. كما شغل منصب زعيم المعارضة من عام 1974 إلى عام 1980، ومرة أخرى من عام 1989 حتى يناير 2005.